# Eutimio de Tarnovo
San Eutimio de Tarnovo (en búlgaro: Свети Евтимий Търновски, Sveti Evtimiy Tarnovski; también Evtimii, Evtimij, Evtimiy) (alrededor de 1325 – 1402/1404) fue Patriarca de Bulgaria entre 1375 y 1393. Considerado como una de las figuras más importantes de la Bulgaria medieval, Eutimio fue el último jefe de la Iglesia ortodoxa búlgara en el Segundo Imperio búlgaro. Posiblemente el mejor estimado de todos los patriarcas búlgaros, Eutimio fue un partidario del hesicasmo y una figura con autoridad en el mundo ortodoxo de la época.

## Primeros años
Nació alrededor de 1325 (entre 1320–1330) y posiblemente un descendiente de la eminente familia Tsamblak de la capital Tarnovo, Eutimio fue educado en las escuelas monásticas en y alrededor de la ciudad y se convirtió en monje. Ingresó en el monasterio de Kilifarevo alrededor del año 1350, atraído por la fama de Teodosio de Tarnovo. Teodosio lo nombró su asistente en 1363 y los dos fueron juntos a Constantinopla, con Teodosio muriendo poco después.
Eutimio consecutivamente se unió luego al monasterio de Studion y al Monasterio de la Gran Laura de Atanasio de Athos en el Monte Athos. Fue influenciado por muchos pensadores destacados, eruditos, y reformadores de la vida espiritual y de las creencias en el sureste de Europa, como Gregorio del Sinaí, Gregorio Palamas, Calixto Filoteo y Juan Kukuzelis. Fue enviado al exilio en la isla de Lemnos por el emperador bizantino Juan V Paleólogo y, después de su liberación, regresó al Monasterio de Zografou en el Monte Athos. Fue allí donde por primera vez reflejó las reformas ortográficas y las correcciones previstas para las traducciones de los libros eclesiásticos.

## Actividad en Bulgaria
Alrededor de 1371 Eutimio regresó a Bulgaria y fundó el Monasterio Patriarcal de la Santísima Trinidad cerca de Tarnovo, que estuvo conectado con la escuela literaria de Tarnovo. Eutimio estableció reglas ortográficas y corrigió las malas traducciones de los libros religiosos búlgaros comparándolos con los griegos. Estos textos corregidos se convirtieron en modelos para las iglesias ortodoxas de Bulgaria, Serbia, Rumania y Rusia usando el idioma eslavo eclesiástico. Gregorio Tsamblak, su biógrafo, comparó el trabajo de Eutimio con el de Moisés y el rey egipcio Ptolomeo I.
En 1375, después de la muerte del Patriarca Joanicio II, Eutimio fue elegido para ser su sucesor. Un partidario del ascetismo, Eutimio persiguió las herejías y la decadencia moral. Eutimio se hizo famoso en todo el mundo ortodoxo y un número de metropolitanos y hegúmenos se dirigían a él para interpretar los asuntos teológicos. De las obras de Eutimio, 15 son conocidos: los libros litúrgicos, obras laudatorias y epístolas. Muchas de sus obras fueron probablemente destruidas o están aún sin descubrirse. Entre sus discípulos en los trabajos literarios estaban Gregorio Tsamblak, metropolitano de Kiev, Cipriano, metropolitano de Moscú, Joasaf de Vidin y Constantino de Kostenets.

## Establecimiento de la escuela literaria de Tarnovo y la reforma lingüística
Durante el período del patriarca Teodosio de Tarnovo Eutimio fundó y dirigió la escuela literaria de Tarnovo, que se convirtió en un importante centro cultural del mundo eslavo cristiano. Eutimio llevó a cabo una reforma en el antiguo idioma búlgaro, una reforma que influyó mucho en la forma de la lengua escrita en Serbia, Valaquia, Moldavia y los principados rusos.

### Obras
- Hagiografías

1. Hagiografía de San Juan de Rila
2. Hagiografía de San Hilarión Meglen
3. Hagiografía de Santa Filoteya de Tarnovo
4. Hagiografía de Santa Petka de Tarnovo

- Alabanzas

1. Alabanza para el Guerrero Miguel
2. Alabanza para Juan Polivotski
3. Alabanza para Santa Nedelya
4. Alabanza para San Constantino y Santa Helena

- Cartas

1. Carta a Cipriano
2. Carta al metropolitano Arsenio de Plovdiv
3. Carta al monje Nicodemo

## Caída de Tarnovo y consecuencias
En la primavera de 1393 el hijo del sultán otomano Beyazid I, Süleyman Çelebi, puso sitio a la capital búlgara con fuerzas considerables. Con el zar Iván Shishman fuera de la ciudad (ya que lideraba los restos de sus tropas en la fortaleza de Nikopol), Eutimio fue el encargado de la defensa de Tarnovo, que dirigió heroicamente. Después de un asedio de tres meses los otomanos tomaron la capital por asalto y una posible traición de uno de los barrios no cristianos de Tarnovo (descrito por Gregorio Tsamblak años después) el 17 de julio de 1393.
Joasaf de Vidin, metropolitano de Vidin, un contemporáneo del acontecimiento, describe de la siguiente manera: «Una gran invasión musulmana sucedido y la destrucción total se hizo con esta ciudad y sus alrededores». Según Gregorio Tsamblak, las iglesias fueron convertidas en mezquitas, los sacerdotes fueron expulsados y sustituidos por «maestros de la desvergüenza». 110 ciudadanos importantes y boyardos de Tarnovo fueron masacrados, pero el Patriarca Eutimio fue indultado y enviado al exilio al Thema de Macedonia (contemporánea Tracia), posiblemente en el Monasterio de Bachkovo. Se presume que murió allí en 1402 o 1404. El Patriarcado de Tarnovo dejó de existir, la Iglesia búlgara perdió su independencia y se convirtió en subordinado del Patriarcado de Constantinopla hasta 1870.
El Patriarca Eutimio ha sido canonizado y su memoria se honra en el mismo día que la de su homónimo Eutimio el Grande, el 20 de enero.

## Conmemoración
El Peñon San Eutimio en la Isla Livingston, en las Islas Shetland del Sur, Antártida recibe el nombre de Eutimio de Tarnovo.